# Undererê
"Undererê" é uma canção da cantora, compositora, dançarina e web-celebridade brasileira Inês Brasil. A canção, composta pela própria Inês Brasil, foi lançada no dia 1 de abril de 2016. A intenção seria incluir a canção no segundo álbum de estúdio de Inês Brasil, que à data de 2016 estaria em processo de produção[carece de fontes?], porém até hoje Make Love.(2015) continua sendo o único álbum de Inês Brasil.

## Lançamento e repercussão
A música foi lançada no dia 1 de abril de 2016 em no canal oficial de Inês Brasil no YouTube, onde possui mais de 1 milhão de visualizações. Nas plataformas digitais de áudio, a canção foi liberada no dia 22 de abril de 2016.

### Videoclipe
Para o videoclipe, Inês Brasil anunciou parceria com a Sony Music durante seu show em Londrina. No dia 26 de agosto de 2016, Inês Brasil gravou a primeira parte do clipe em São Paulo, na boate Bofetada Club, onde contou com a produção de Wesley Ferreira e do ex-diretor do programa da Eliana, Milton Neves. A segunda parte do clipe ocorreu no dia 7 de setembro seguinte, também em São Paulo. O vídeo se estreou no dia 22 de agosto de 2016.